# Luník IX
Luník IX é um bairro de Košice, a segunda maior cidade da Eslováquia. Está situado no distrito de Košice II, na região de Košice. Tem 1,07 km² de área e sua população em 2018 foi estimada em 6.499 habitantes.